# Pádraig Flynn

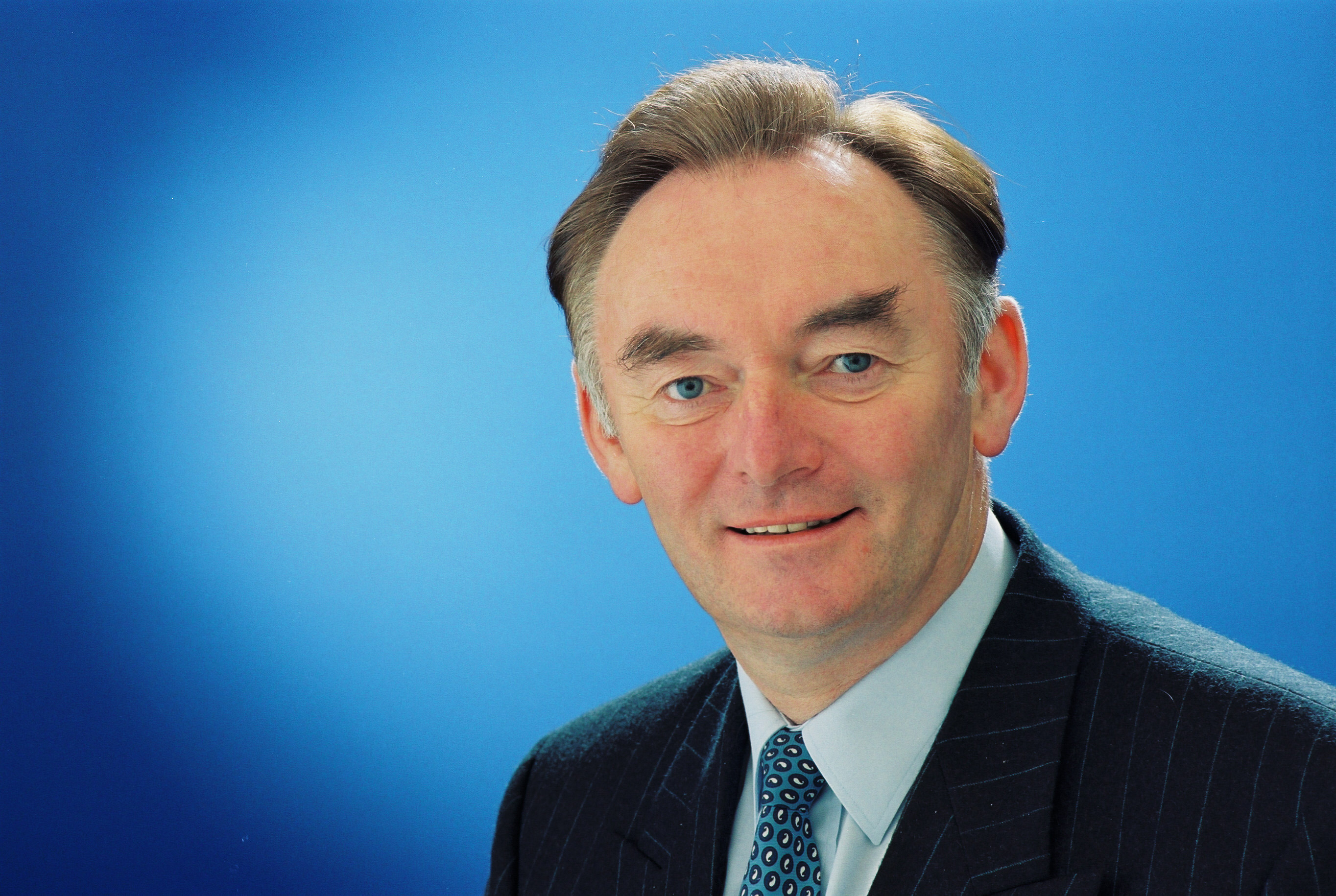
Pádraig Flynn, 2005

Pádraig Flynn (irisch Pádraig Ó Floinn; * 9. Mai 1939 in Castlebar) ist ein irischer Politiker.
Flynn wurde in der Grafschaft Mayo in Irland geboren und absolvierte eine Ausbildung als Lehrer. Über die Regionalpolitik wandte er sich der nationalen Politik zu und wurde 1977 erstmals in den Dáil Éireann, das Unterhaus des irischen Parlaments, gewählt. Von 1980 bis 1991 war er in verschiedenen Ressorts als Minister tätig, darunter auch im Bereich Handel und Tourismus. 1993 ging er in die Europäische Kommission und war in der Kommission Delors Kommissar für Soziale Angelegenheiten, Beschäftigung, Einwanderungsfragen, interne und rechtliche Angelegenheiten. In der darauffolgenden Kommission Santer ab 1995 konzentrierte er sich auf die Sozialpolitik, die anderen Ressorts übergab er seiner schwedischen Kollegin Anita Gradin. Nach dem Rücktritt der EU-Kommission am 16. März 1999 ging Flynn in den Ruhestand.